# New World Point
New World Point är en udde i Antarktis. Den ligger i Sydshetlandsöarna. Argentina, Chile och Storbritannien gör anspråk på området.
Terrängen inåt land är platt norrut, men västerut är den kuperad. Havet är nära New World Point åt nordost. Trakten är glest befolkad. Närmaste befolkade plats är Escudero Station, 10,8 km nordväst om New World Point. 